# Албина
Албина (нидерл. Albina) — город в Суринаме, административный центр округа Маровейне. Население составляет около 4000 человек.
Город расположен на западном берегу реки Марони, по которой проходи граница с Французской Гвианой, напротив французского города Сэйнт-Лаурен-ду-Марони, куда часто ходят паромы.
Из Парамарибо в Албину ходит автобус — расстояние составляет примерно 150 км. В результате войны во второй половине 1980-х годов район Албины сильно пострадал, в том числе и дорога. Большая часть Албины также была уничтожена во время восстания маронов в 1980—1990-х годах.
Из Албины ходят лодки в Галиби. Основная причина, по которой туристы тратят на путешествие по воде 1,5 часа — это черепахи. Черепахи приплывают со всего Карибского моря, чтобы отложить яйца в Суринаме.